# Бешеньова (водосховище)
Бешеньова (Bešeňová) — водосховище на річці Ваг; місце розташування — округ Ружомберок.
Площа водної поверхні 1,93 км2. Збудоване в 1976 році. Розташоване біля села Бешеньова.